# Chung I-chuan
Chung I-chuan (鍾宜娟T, Zhōng YíjuānP; 21 settembre 1973) è un'ex cestista taiwanese.

## Carriera
Con Taiwan ha disputato i Campionati mondiali del 1994.